# Xian de Jinghai
Le district de Jinghai (静海县 ; pinyin : Jìnghǎi Xiàn) est une subdivision du sud-est de la municipalité de Tianjin en Chine.

## Démographie
La population du district était de 507 502 habitants en 1999.